# 唐纳德·布鲁克
唐纳德·布鲁克（英語：Donald Brook，1938年9月17日—），澳大利亚男子射击运动员。他曾代表澳大利亚参加1986年英联邦运动会射击比赛，获得一枚银牌。他也曾参加1972年、1976年和1988年夏季奥林匹克运动会。